# Felix Nmecha
Felix Kalu Nmecha (Hamburgo, Alemania, 10 de octubre de 2000) es un futbolista alemán que juega en la posición de centrocampista en el Borussia Dortmund de la 1. Bundesliga.

## Trayectoria
Es el hermano menor del también jugador del VfL Wolfsburgo, Lukas Nmecha. Ambos nacieron en Alemania antes de mudarse a Inglaterra a una edad temprana.
Nmecha hizo su debut con el Manchester City en el partido de vuelta de la semifinal de la EFL Cup contra el Burton Albion, reemplazando a Oleksandr Zinchenko en el minuto 67. Manchester City ganó el juego 1-0. Nmecha anotó el gol de la victoria en la final de la Copa de la Premier League Sub-18 el 19 de marzo de 2019, contra el Middlesbrough sub-18.
El 1 de julio de 2021 puso rumbo al VfL Wolfsburgo de la 1. Bundesliga tras finalizar contrato con el Manchester City.

## Selección nacional
El 17 de marzo de 2023 fue convocado por primera vez con la selección de Alemania para dos amistosos contra Perú y Bélgica. Debutó el día 28 en la derrota por dos a tres ante los belgas.

## Estadísticas

### Clubes
Actualizado al último partido disputado el 20 de junio de 2025.
| Club                             | Div.          | Temporada     | Liga  | Liga  | Liga   | Copas nacionales | Copas nacionales | Copas nacionales | Copas internacionales | Copas internacionales | Copas internacionales | Total | Total | Total  |
| Club                             | Div.          | Temporada     | Part. | Goles | Asist. | Part.            | Goles            | Asist.           | Part.                 | Goles                 | Asist.                | Part. | Goles | Asist. |
| -------------------------------- | ------------- | ------------- | ----- | ----- | ------ | ---------------- | ---------------- | ---------------- | --------------------- | --------------------- | --------------------- | ----- | ----- | ------ |
| Manchester City F. C. Inglaterra | 1.ª           | 2018-19       | 0     | 0     | 0      | 1                | 0                | 0                | 0                     | 0                     | 0                     | 1     | 0     | 0      |
| Manchester City F. C. Inglaterra | 1.ª           | 2020-21       | 0     | 0     | 0      | 1                | 0                | 0                | 1                     | 0                     | 1                     | 2     | 0     | 1      |
| Manchester City F. C. Inglaterra | Total club    | Total club    | 0     | 0     | 0      | 2                | 0                | 0                | 1                     | 0                     | 1                     | 3     | 0     | 1      |
| VfL Wolfsburgo · Alemania        | 1.ª           | 2021-22       | 16    | 0     | 0      | 0                | 0                | 0                | 2                     | 0                     | 0                     | 18    | 0     | 0      |
| VfL Wolfsburgo · Alemania        | 1.ª           | 2022-23       | 30    | 3     | 5      | 2                | 0                | 0                | —                     | —                     | —                     | 32    | 3     | 5      |
| VfL Wolfsburgo · Alemania        | Total club    | Total club    | 46    | 3     | 5      | 2                | 0                | 0                | 2                     | 0                     | 0                     | 50    | 3     | 5      |
| Borussia Dortmund · Alemania     | 1.ª           | 2023-24       | 20    | 1     | 2      | 1                | 0                | 0                | 8                     | 1                     | 0                     | 29    | 2     | 2      |
| Borussia Dortmund · Alemania     | 1.ª           | 2024-25       | 26    | 4     | 1      | 1                | 0                | 0                | 11                    | 2                     | 1                     | 38    | 6     | 2      |
| Borussia Dortmund · Alemania     | Total club    | Total club    | 46    | 5     | 3      | 2                | 0                | 0                | 19                    | 3                     | 1                     | 67    | 8     | 4      |
| Total carrera                    | Total carrera | Total carrera | 92    | 8     | 8      | 6                | 0                | 0                | 22                    | 3                     | 2                     | 120   | 11    | 10     |